# اکتون (فیزیک)
اکتون‌ها گسیل الکترونی پُکِشی هستند که به صورت بسته‌های جداگانه یا بهمنِ الکترون‌ها مشاهده می‌شوند و به صورت ریزپُکش‌هایی (به انگلیسی: microexplosions) در کاتد رخ می‌دهند. جریان الکترون در یک اکتون در اثر گرم شدن بیش از حد کاتد فلزی به دلیل چگالی انرژی بالا شروع می‌شود (1-104Jg) و با سرد شدن منطقه گسیل متوقف می‌شود.
اکتون‌ها در پدیده‌های دخیل در پلاسما رخ می‌دهند، مانند: تخلیه‌های الکتریکی در خلا، نقاط کاتدی قوس‌های خلاء، تخلیه‌های حجمی در گازها، جرقه‌نماها (به انگلیسی: pseudosparks)، هاله‌ها (به انگلیسی: coronas)، قوس‌های تک‌قطبی و غیره.
یک اکتون از بخش‌های یگانهٔ الکترون (1012 تا 1011 ذره) تشکیل شده‌است. زمان شکل‌گیری از مرتبه نانو ثانیه است.